# Foszfolipidszkrambláz 5
A foszfolipidszkrambláz 5 a PLSCR5 gén által kódolt fehérje. Bár a gén és az mRNS igazolják létét, a fehérje és funkciója még ismeretlen.

## Expresszió
A PLSCR5-öt az endotél és a trofoblasztsejtek is jelentősen expresszálják.

## Klinikai jelentőség

### Ischaemiás stroke
A PLSCR5 a SWAP70-nel közös okozó variánsa az ischaemiás stroke-kal több mint 80%-ban összefügg. A LAMC1, a Surakka et al. által felfedezett új lokusz a kockázatot a lipidszintekre hatva növelheti.

### Tumorok
A PLSCR5 expressziója a SNAI1 gén expressziónövekedése hatására csökken. Mivel e gén szabályozza az epitél-mezenchimális átmenetet, fontos a tumor előrehaladásában és inváziójában, így a gyomorrákban és a nyirokcsomóáttét-képzésben is. A PLSCR5 mennyisége ezek alapján a gyomorrákszövetben alacsonyabb a SNAI1-erősödés miatt.
A korai stádiumúnál az áttétképző mellrákban mintegy 2%-kal gyakoribb a PLSCR5-mutáció.
Az infravörös sugárzás a fej-nyaki rák extracelluláris vezikulumaiban növeli a PLSCR5-expressziót.

### Mutációk
A kongenitális szívbetegségekben szerepe lehet a PLSCR5-példányszám eltéréseinek.
A PLSCR5 teljes duplikációja előfordul állandó poliklonális kétmagvú limfocitózisban MECOM-erősödés mellett.

## Homológok
A marhákban a PLSCR5-höz homológ gén található. Ebben Wang et al. jelentős egypontos nukleotid-polimorfizmust találtak a Vagju-marha esetén. E polimorfizmusok befolyásolják a zsírsavösszetételt, például a dokozahexaénsav mennyiségét.
A PLSCR5 immunmediált hemolitikus anémia (IMHA) esetén az egyik legjobban túlexpresszált gén kutyákban, de paralógja, a számos funkcióban, például az eritrociták apoptózisában és a véralvadásban fontos PLSCR1 is több mint 10-szeres túlexpressziót mutat. Ismeretlen a fehérje szerepe az IMHA-ban.

## A kutatásban
100 μM PLSCR5 az annexinnel festett sejtek arányát jelentősebben tudja növelni a többi szkrambláznál.

## Fordítás
Ez a szócikk részben vagy egészben  a   PLSCR5 című angol Wikipédia-szócikk ezen változatának fordításán alapul.  Az eredeti cikk szerkesztőit annak laptörténete sorolja fel. Ez a jelzés csupán a megfogalmazás eredetét és a szerzői jogokat jelzi, nem szolgál a cikkben szereplő információk forrásmegjelöléseként.